# Plectranthus scutellarioides
Solenostemon scutellarioides, Coleus blumei · Plectranthe fausse-scutellaire
Espèce
Plectranthus scutellarioides, la Plectranthe fausse-scutellaire, est une espèce de plantes à fleurs de la famille des Lamiacées. C'est une plante ornementale originaire de Java. Les horticulteurs ont créé au cours du temps de très nombreuses variétés, hybrides et cultivars, si bien que la classification de ces « coléus » a été fréquemment révisée et fait encore parfois débat.

## Dénominations
- Nom scientifique valide : Plectranthus scutellarioides  (L.) R.Br., 1810[2]
- Noms vulgaires (vulgarisation scientifique) recommandés ou typiques en français : Plectranthe fausse-scutellaire[3]
- Autres noms vulgaires ou noms vernaculaires (langage courant) pouvant désigner éventuellement d'autres espèces : coléus[4],[5],[6], au Québec : ortie flamboyante[5] et tapis monseigneur[5], à La Réunion : vieux garçon[7] et ortie d'appartement[7] et aussi coliole[8] ou encore plante anti-pisse[8].

## Description

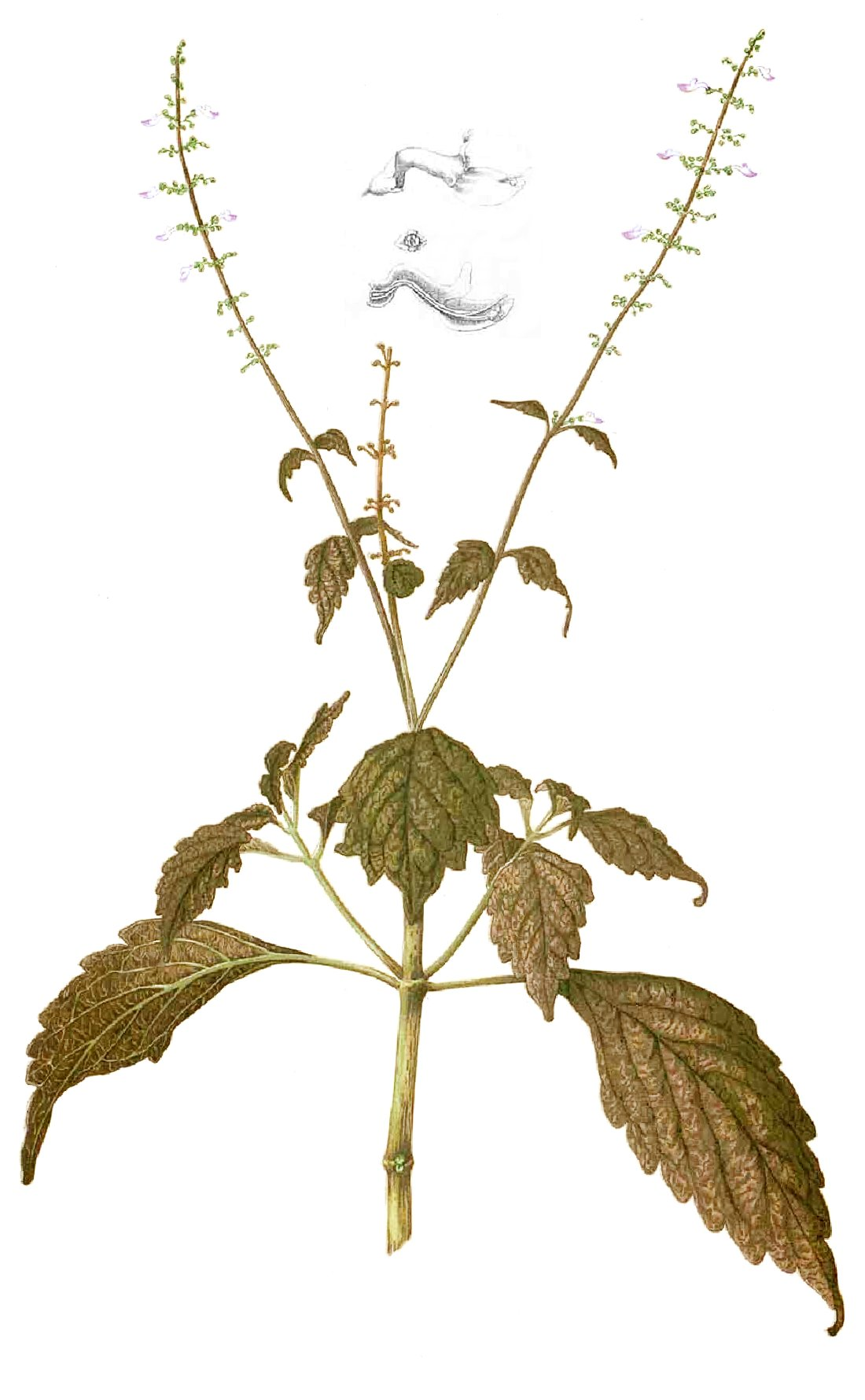
Planche botanique.
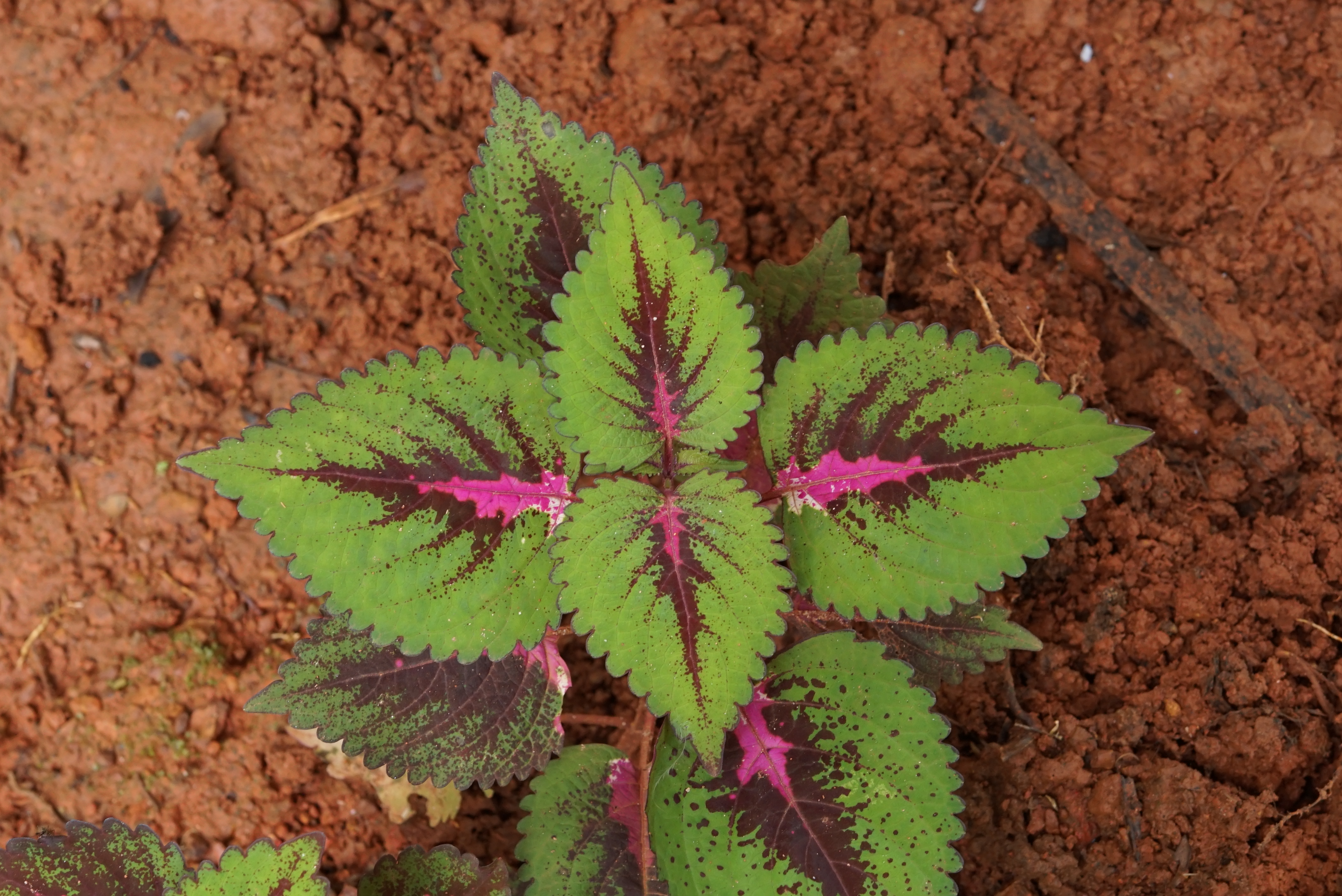
Jeune plant.
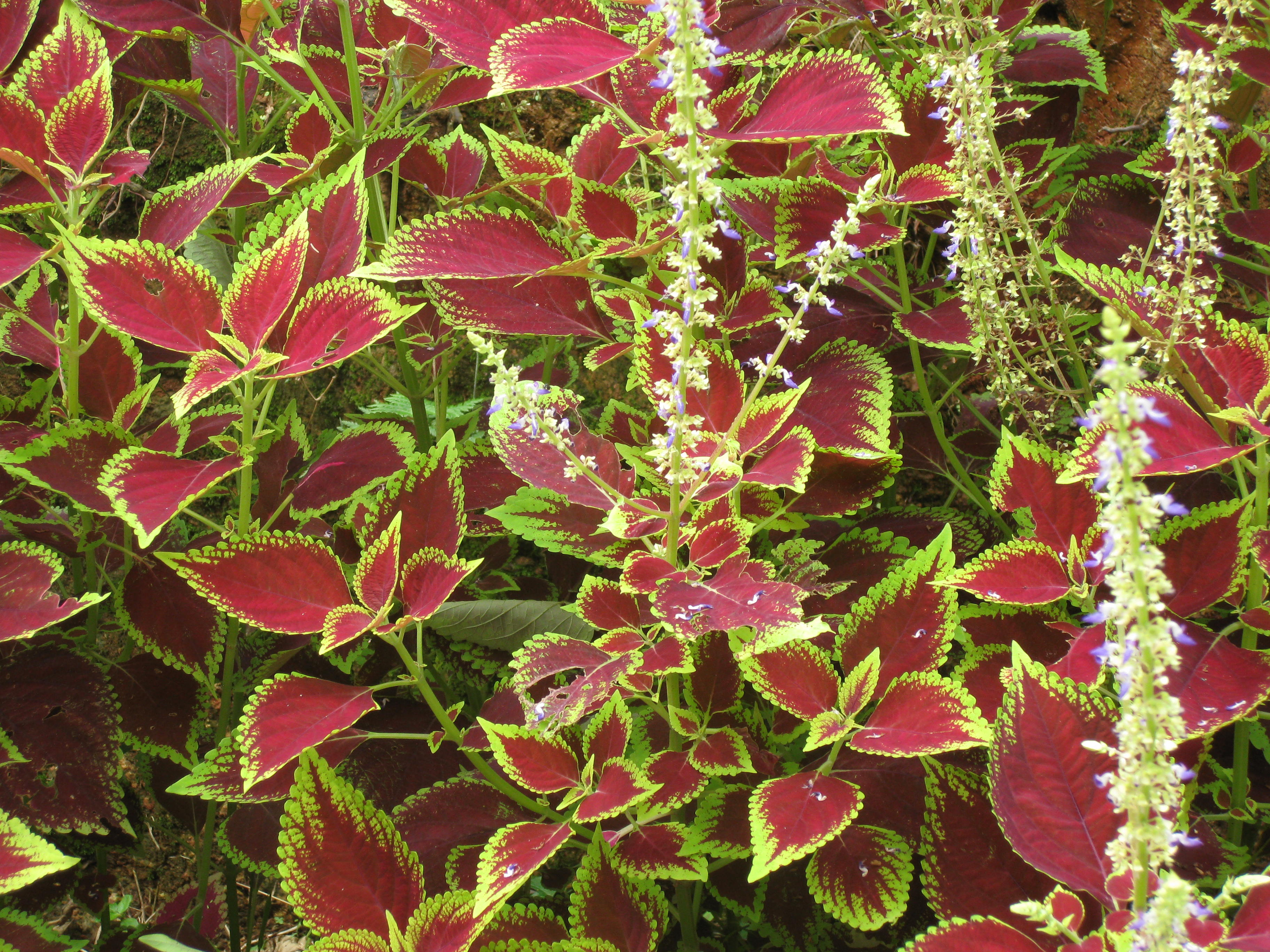
Floraison.
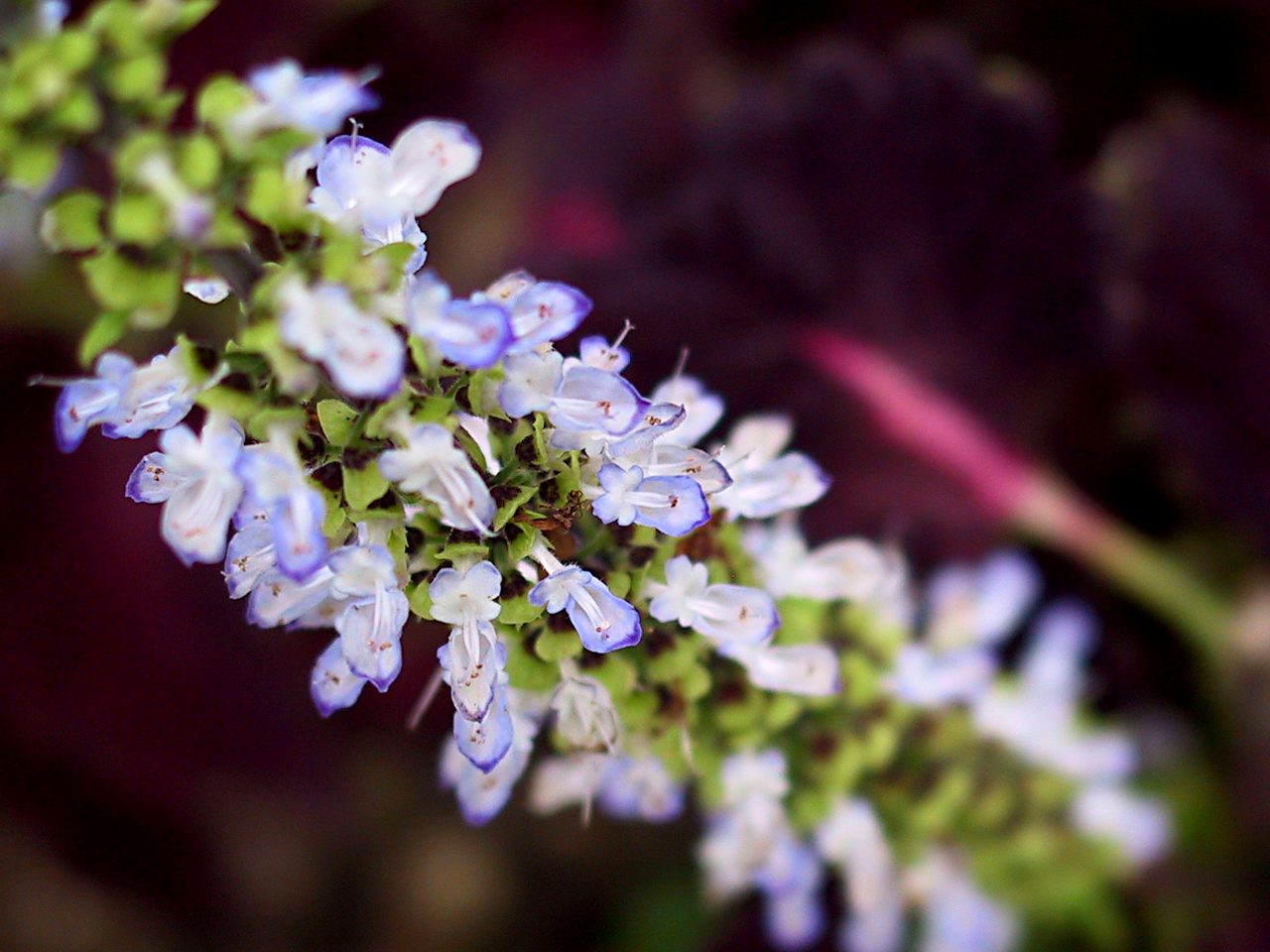
Détail de la hampe florale.
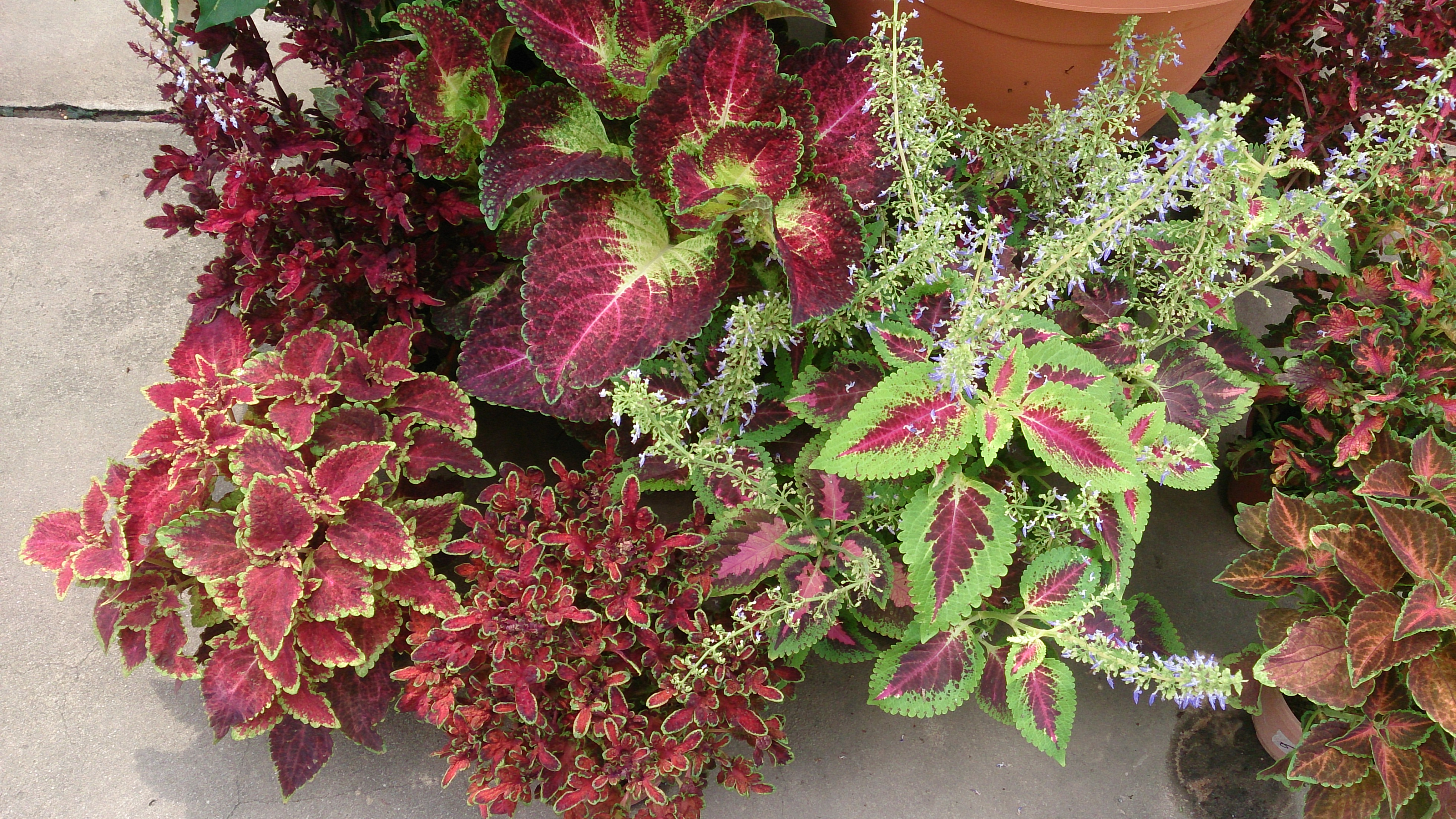
Différentes variétés et cultivars.
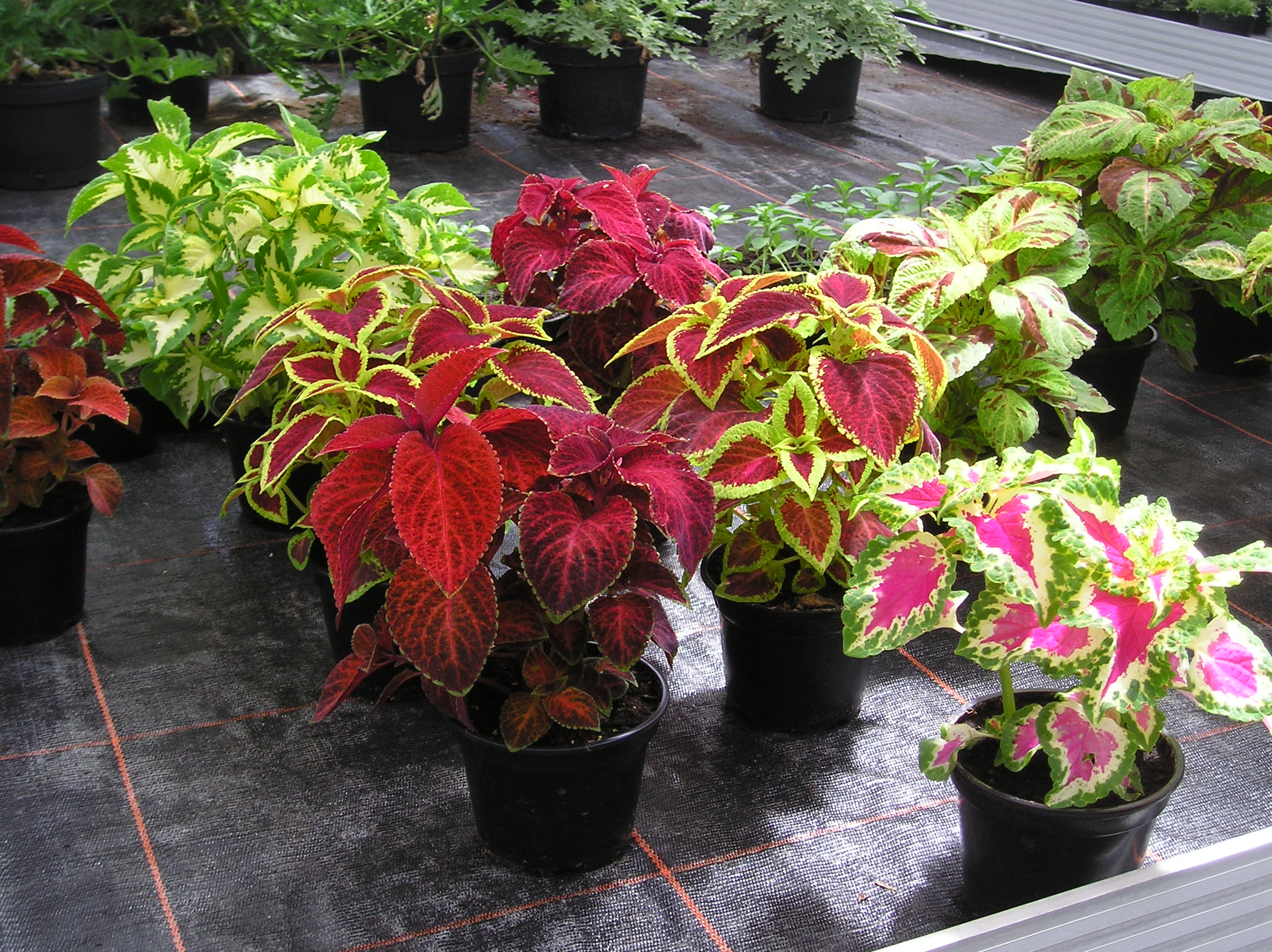
Différentes variétés et cultivars.
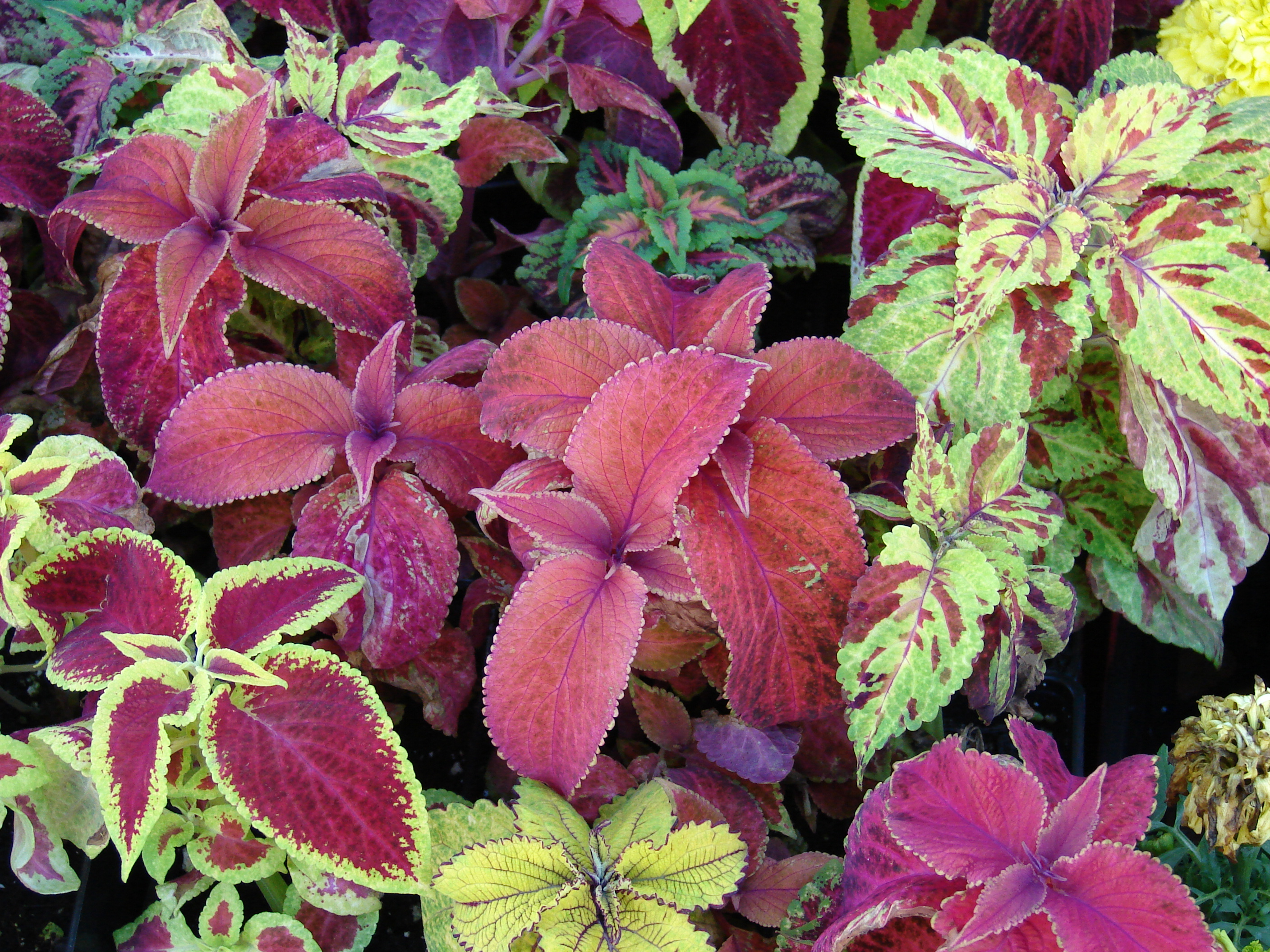
Différentes variétés et cultivars.
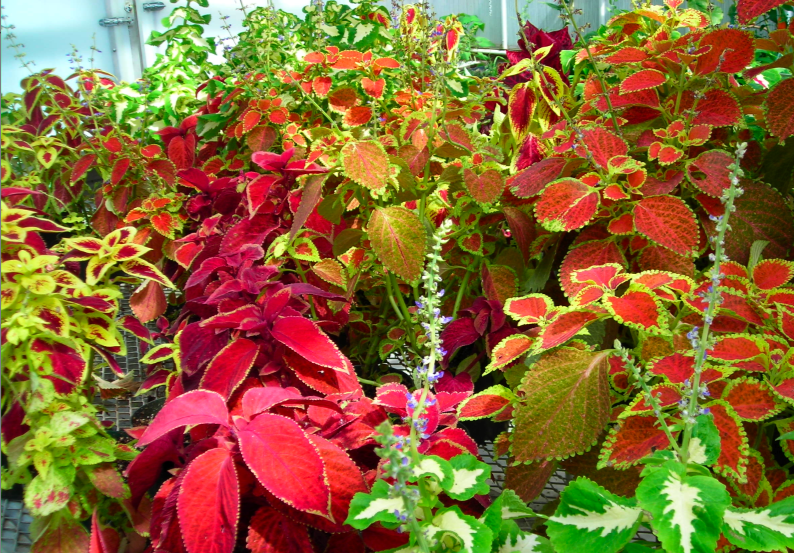
Différentes variétés et cultivars.
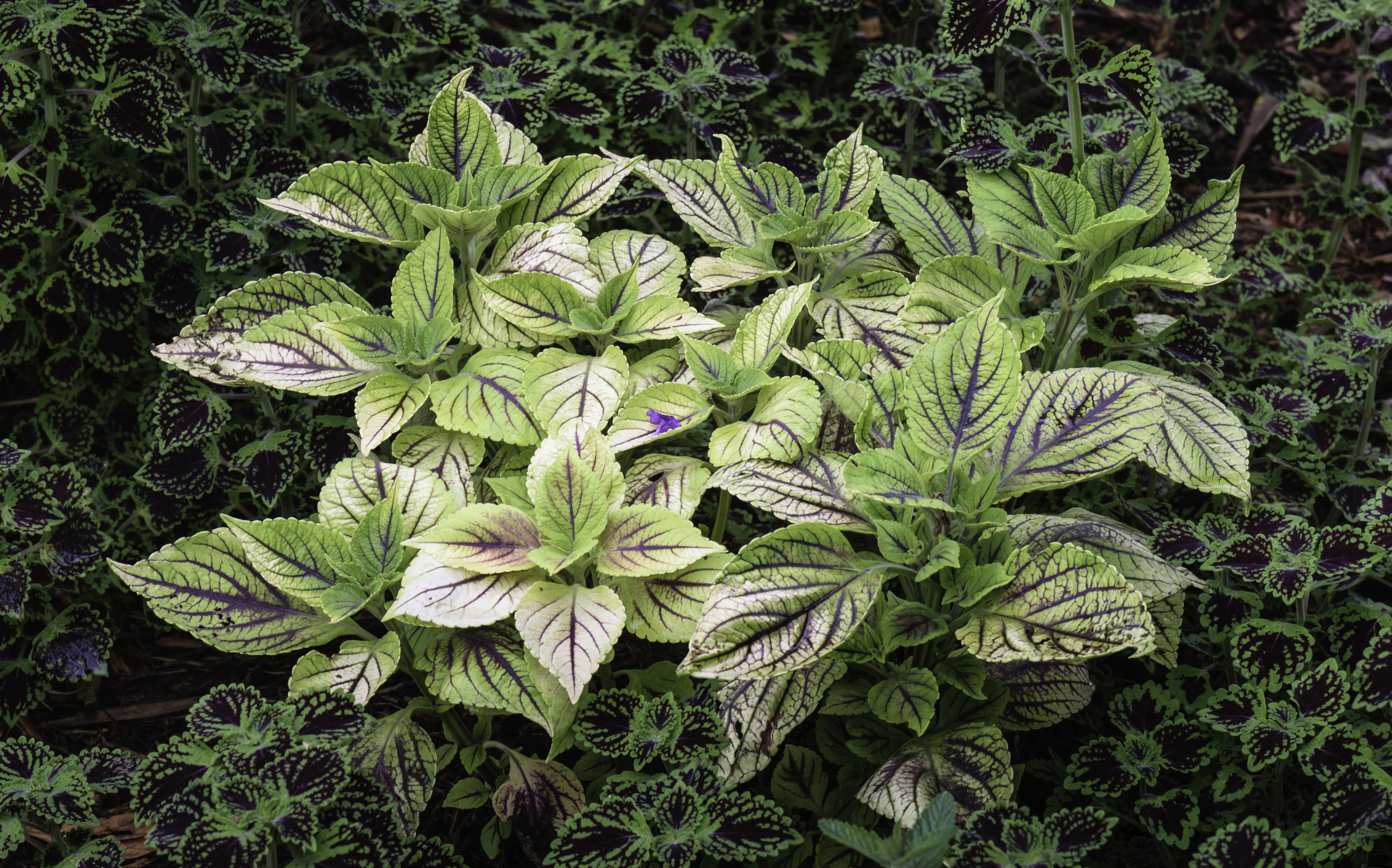
Plectranthus scutellarioides, dans le Norfolk Botanical Garden, à Norfolk (Virginie).
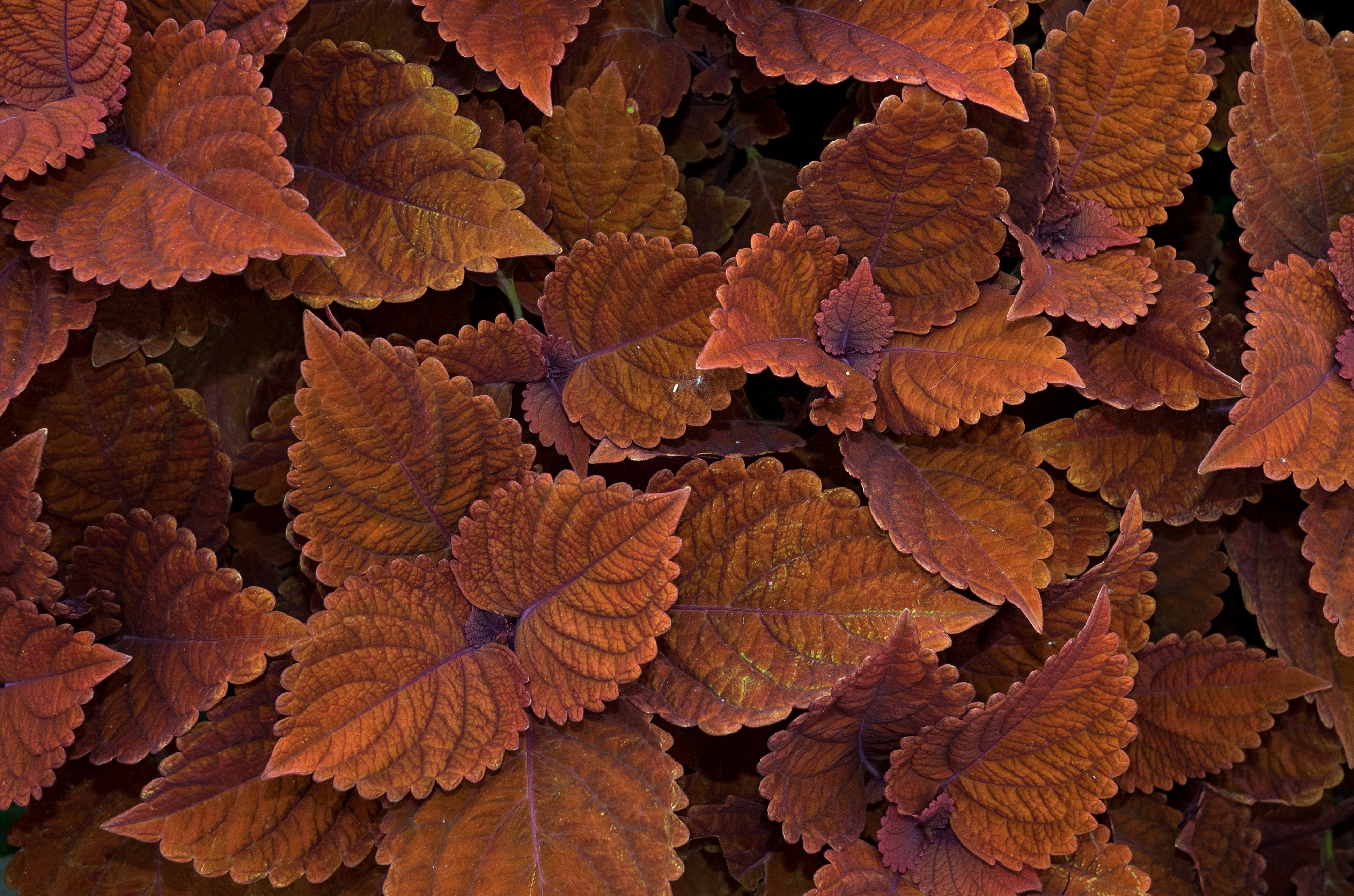
Plectranthus scutellarioides, dans le Norfolk Botanical Garden, à Norfolk (Virginie).
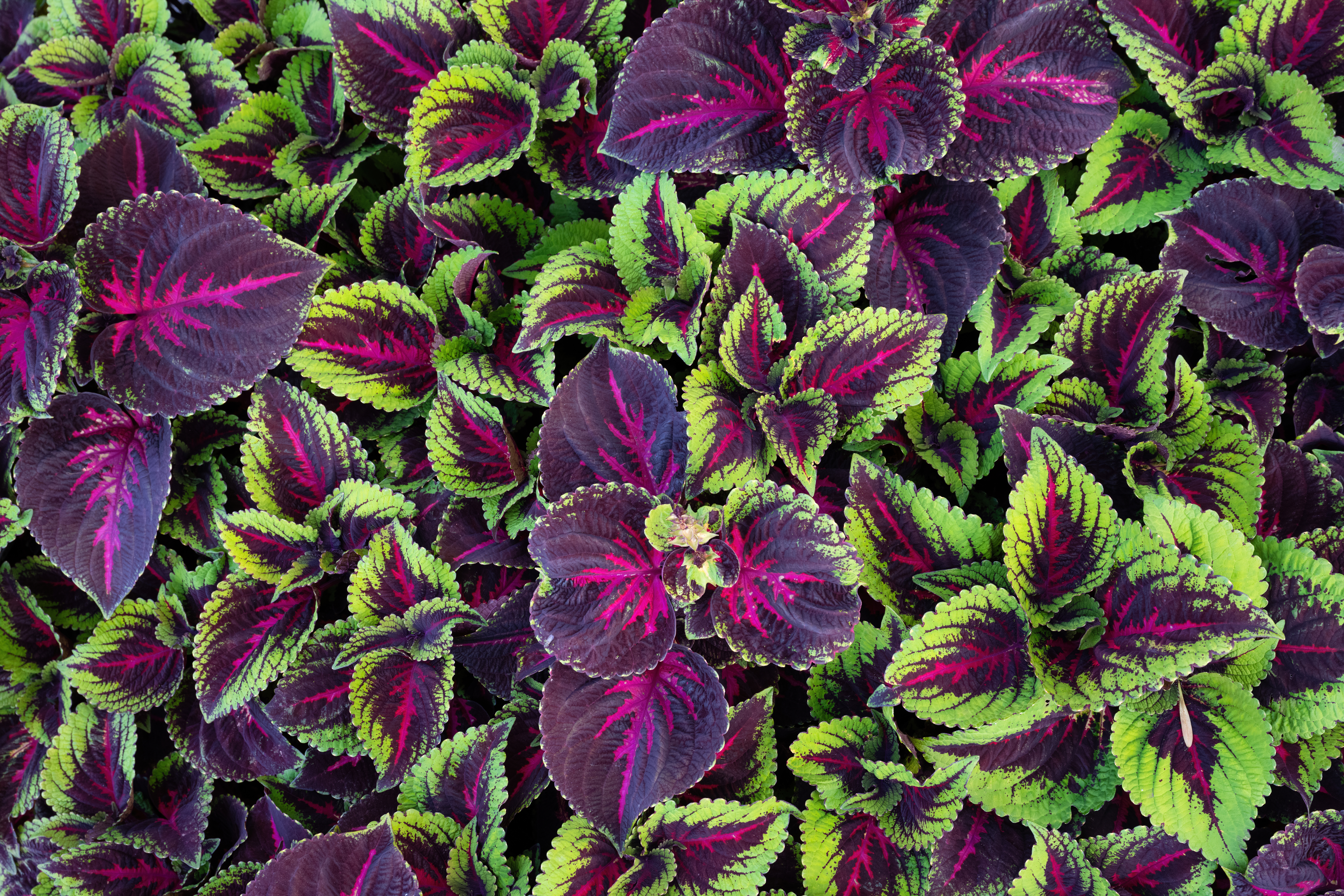
Plectranthus scutellarioides dans le jardin universitaire Roger-Van den Hende à Québec.

## Usages

### Décoratif
Cette plante est appréciée comme plante ornementale.

### Hallucinogène
Les Mazatèques de l'Oaxaca l'utilisent pour ses propriétés psychotomimétiques et la désigne par le terme « El nene » (l'enfant) ou « El ahijado » (le filleul).

### Médicinal
En Nouvelle-Calédonie, cette plante est utilisée dans la pharmacopée traditionnelle kanak.

## Classification
Cette espèce a été décrite pour la première fois en 1763 par le naturaliste suédois Carl von Linné (1707-1778) sous le nom de Ocimum scutellarioides (basionyme).

### Noms scientifiques synonymes
Coleus scutellarioides a pour synonymes :
- Calchas acuminatus (Benth.) P.V.Heath
- Calchas atropurpureus (Benth.) P.V.Heath
- Calchas crispipilus (Merr.) P.V.Heath
- Calchas scutellarioides var. angustifolia (Benth.) P.V.Heath
- Calchas scutellarioides var. crispipilus (Merr.) P.V.Heath
- Calchas scutellarioides var. limnophila (Benth.) P.V.Heath
- Calchas scutellarioides var. scutellarioides
- Calchas scutellarioides (L.) P.V.Heath
- Coleus acuminatus Benth.
- Coleus atropurpureus var. atropurpureus
- Coleus atropurpureus var. densiflorus Benth.
- Coleus atropurpureus var. javanicus Benth.
- Coleus atropurpureus var. ramosus Benth.
- Coleus atropurpureus Benth.
- Coleus batemannii T.Moore
- Coleus bausei T.Moore
- Coleus bellotii Jacob-Makoy
- Coleus berkeleyi T.Moore
- Coleus blancoi Benth.
- Coleus blumei var. blumei
- Coleus blumei var. marshallii (T.Moore) Rothsch.
- Coleus blumei var. murrayi (T.Moore) Rothsch.
- Coleus blumei var. pectinatus C.Morren
- Coleus blumei var. telfordii (McPhail ex H.Laurentius) Rothsch.
- Coleus blumei var. verschaffeltii (Lem.) Lem.
- Coleus blumei var. verschaffeltii (Lem.) Sved., Junell & Örtendahl
- Coleus blumei Benth.
- Coleus clarkei T.Moore
- Coleus crispipilus (Merr.) Merr.
- Coleus dixii T.Moore
- Coleus eureka Anon.
- Coleus formosanus Hayata
- Coleus gaudichaudii Briq.
- Coleus gibbsiae S.Moore
- Coleus gibsonii H.J.Veitch, 1866
- Coleus gibsonii J.J.Veitch
- Coleus gibsonii Verl.
- Coleus grandifolius Benth.
- Coleus grandifolius Blanco
- Coleus hendersonii Regel
- Coleus hybridus Cobeau
- Coleus igolotorum Briq.
- Coleus ingratus (Blume) Benth.
- Coleus integrifolius Elmer
- Coleus laciniatus (Blume) Benth.
- Coleus macranthus var. crispipilus Merr.
- Coleus macranthus Merr.
- Coleus marmoratus W.Bull
- Coleus marshallii T.Moore
- Coleus morletii Jacob-Makoy
- Coleus multicolor J.H.Veitch
- Coleus multicolor J.H.Veitch ex Kellock
- Coleus multiflorus Benth.
- Coleus murrayi T.Moore
- Coleus pictus Van Houtte
- Coleus pubescens Merr.
- Coleus pumilus Blanco
- Coleus rehneltianus A.Berger
- Coleus reveesii T.Moore
- Coleus ruckeri T.Moore
- Coleus saundersiae T.Moore
- Coleus saundersii T.Moore
- Coleus savannicola K.Schum.
- Coleus scottii T.Moore
- Coleus scutellarioides subsp. ruber Jacob-Makoy
- Coleus scutellarioides var. angustifolius Benth.
- Coleus scutellarioides var. blumei (Benth.) Miq.
- Coleus scutellarioides var. celebicus Miq.
- Coleus scutellarioides var. crispipilus (Merr.) H.Keng
- Coleus scutellarioides var. gibbsiae (S.Moore) Keng
- Coleus scutellarioides var. gracilis Miq.
- Coleus scutellarioides var. grandifolius (Benth.) Keng
- Coleus scutellarioides var. ingratus (Blume) Miq.
- Coleus scutellarioides var. integrifolius (Elmer) Keng
- Coleus scutellarioides var. laciniatus (Blume) Miq.
- Coleus scutellarioides var. laxus Benth.
- Coleus scutellarioides var. limnophilus Benth.
- Coleus scutellarioides var. scutellarioides
- Coleus secundiflorus Benth.
- Coleus telfordii McPhail
- Coleus telfordii McPhail ex H.Laurentius
- Coleus thomasii Jacob-Makoy
- Coleus veitchii Dombrain
- Coleus verschaffeltii var. marmoratus (W.Bull) André
- Coleus verschaffeltii var. splendens Anon.
- Coleus verschaffeltii var. verschaffeltii
- Coleus verschaffeltii Lem.
- Coleus wilsonii T.Moore, 1868
- Coleus zschokkei Merr.
- Coleus ×hybridus Voss
- Germanea nudiflora Poir.
- Majana acuminata (Benth.) Kuntze
- Majana blancoi (Benth.) Kuntze
- Majana grandifolia (Benth.) Kuntze
- Majana multiflora (Benth.) Kuntze
- Majana pumila (Blanco) Kuntze
- Majana scutellariodes (L.) Kuntze
- Majana scutellarioides var. atropurpureus (Benth.) Kuntze
- Majana scutellarioides var. blumei (Benth.) Kuntze
- Majana scutellarioides var. scutellarioides
- Majana scutellarioides (L.) Kuntze, 1891
- Majana secundiflora (Benth.) Kuntze
- Ocimum peltatum Schweigg.
- Ocimum peltatum Schweigg. ex Schrank
- Ocimum scutellarioides L.
- Perilla nankinensis Wender.
- Plectranthus aromaticus Roxb.
- Plectranthus blumei (Benth.) Launert
- Plectranthus ingratus Blume
- Plectranthus laciniatus Blume
- Plectranthus merrillii H.Keng
- Plectranthus nudiflorus (Poir.) Willd.
- Plectranthus scutellarioides (L.) R.Br.
- Plectranthus scutellarioides Blume
- Polypodium ovatum Burm.f.
- Solenostemon blumei (Benth.) M.Gómez
- Solenostemon scutellarioides (L.) Codd
- Stenogyne fauriei H.Lév.